# おまもりんごさん
おまもりんごさんは、Windows Media Player、iTunes用の視覚エフェクト(ビジュアライザ)として動作する同人ソフト及び漫画作品。
本ソフトを視覚エフェクトのプラグインとして動作させると、メインキャラクターとして3DCGで作られた御守りんごが登場し、再生する音楽に合わせて御守りんごが楽器を使ったりするなど様々な動作を行う。当然ながら、「音楽とシンクロさせて」楽器を鳴らしている状態になることは難しく(登場人物の項も参照)、観賞用ソフトとしての意味を持つ。また、本ソフトにあわせたイメージソングが作られている。
本ソフトでは、音楽はりんごのいる部屋の隣から流れてくるものと設定されている。

## おまもりんごさん
2006年11月発売。Windows 2000/Windows XP、Windows Media Player9以降で動作する。特定のアニメソングで対応するアニメキャラクターに着替えるパッチが公開されている。

## おまもりんごさん2
2007年8月発売。Windows 2000/Windows XP/Windows Vista、Windows Media Player9以降またはiTunes7以降で動作する。追加キャラクターとして御守りんごを見守る海棠コイが登場する。2でも同様なパッチが公開され、エンディングも追加されている。

## おまもりんごさん3
2007年12月発売。Windows 2000/Windows XP/Windows Vista、Windows Media Player9以降またはiTunes7以降で動作する。追加キャラクターとして御守りんごを見守る海棠コイに加え、炬燵の持ち主である秋田奈々子が登場する。

## 登場人物
御守りんご
15歳の女子高生(おまもりんごさん1での年齢)。あまり物事を考えない性格で、やる気の無い目とグレーのツインテール、なぜか出ているネコ尻尾、りんごの髪飾りが特徴。
音楽が好きで、ひとたび鳴り始めると楽器(のようなものも含む)を片手に自分流に演奏する。しかし、音痴のようである。
海棠コイ
16歳になったりんごのいる寮へ入寮した女子高生。りんごと同い年。金髪より少し色を抑えた髪の色で、長髪。リボンがついたカチューシャのようなものをつけている。
りんごに一目ぼれし、彼女と一緒にいるときが幸せ。逆に、それを妨害されるようなことが起きると不機嫌になる。
秋田奈々子
前述の2人と同じ寮に入寮した女子高生。2人より1つ年下。緑色の短髪で、メガネをかけており、花の髪飾りをかけている。
読書が趣味。

## 漫画
『まんがタイムきらら』（芳文社）で2009年2月号から2010年1月号まで連載された。msとhirahira.netの共同作品（以前公開されていた『まんがりんごさん』も共作）。
hirahira.netによれば、同人ソフト版や『まんがりんごさん』とは設定のみ受け継ぎ、舞台は新規に作ったという。

### 単行本
芳文社より「まんがタイムKRコミックス」として刊行されている。
全1巻（2010年1月27日発売 2010年2月11日初版発行） ISBN 978-4-8322-7885-1